# Ефимов, Моисей Дмитриевич
Моисе́й Дми́триевич Ефи́мов (4 августа 1927, с. Дулгалах, Верхоянский улус, Якутская АССР — 14 ноября 2010) — якутский поэт и переводчик. Народный поэт Республики Саха (Якутия), член Союза писателей СССР (1957).

## Биография
Родился 4 августа 1927 года в Дулгалахском наслеге Верхоянского района Якутской АССР.
С 1953 года, после окончания Якутского педагогического института, работал заведующим отделом поэзии и искусства в газете «Эдэр коммунист» («Молодёжь Якутии»), в редакциях республиканской газеты «Кыым» и журнала «Хотугу сулус», учителем в средней школе.
1963—1983 гг. — ответственный секретарь и заместитель председателя правления Союза писателей Якутии.
С 1991 года — председатель исполкома Союза писателей Республики Саха (Якутия), учёный-секретарь академии Духовности Республики Саха (Якутия).
Член Союза писателей СССР (1957), член Союза писателей Республики Саха (Якутия) (1991).

## Творчество
Стихи Моисея Ефимова печатаются с конца 1940-х годов. Первая поэтическая книга «В краю, где солнце не заходит» (якут. Киирбэт күннээх дойдуга) вышла в 1954 году.
Автор 48 поэтических сборников, изданных на якутском и русском языках, часть из них — на языках народов бывшего СССР, в советский период. На его стихи написаны песни.
Некоторые книги поэта переведены на языки народов России и ближнего зарубежья.
Моисей Ефимов перевёл отдельные произведения М. Горького, Н. Некрасова, Янки Купалы, С. Маршака, С. Щипачёва и многих других, в том числе поэтов Казахстана, Киргизии и стихи северных поэтов.

##### На якутском языке
- Дьулуур. Хоhооннор, поэмалар. — Якутск, 1980
- Кистэлэҥнээх холбуйа. Сэhэн. — Якутск, 1981
- Нөрүөн нөргүй. Хоhооннор. — Якутск, 1982
- Хойуунньу. Остуоруйалар. — Якутск, 1984
- Этигэн хомус. Сэhэн. — Якутск, 1985
- Олох өрөгөйө. Хоhооннор, поэмалар, сонеттар. — Якутск, 1986
- Куустуспут хатыҥнар. Хоhооннор, поэмалар. — Якутск, 1987
- Остуоруйа үүтээнэ. — Якутск, 1989
- Хотой үҥкүүтэ. Хоhооннор, поэмалар. — Якутск, 1993

##### На русском языке
- В краю, где солнце не заходит: Стихи. — М.: Сов. писатель, 1965
- Звёздный дождь: Стихи и поэмы. — М.: Сов. писатель, 1970
- Спутники над Туймадой: Стихи и поэмы. — М.: Современник, 1975
- У камелька: Стихи. — М.: Дет.лит., 1986
- Оленьи скачки: Стихотворения и поэма. — М.: Сов. Россия, 1987
- День незакатного солнца: Стихотворения и поэмы. — М.: Современник, 1990
- Торжество жизни. — Якутск: Бичик, 2006. — 128 с.

## Награды и премии
- Орден Трудового Красного Знамени
- Народный поэт Республики Саха (Якутия)
- Заслуженный работник культуры Якутской АССР
- Заслуженный работник культуры Российской Федерации
- Лауреат премии комсомола Якутии
- Лауреат литературной премии «Алаш» (Казахстан)
- Медали
- Почётный гражданин Верхоянского района (1989)[1]